# Ponte Birchenough
A Ponte Birchenough é uma ponte que atravessa o rio Sabi, situada no Zimbabué, na província de Manicaland, a 62km da cidade de Chipinge.
Planeada e fundada por uma fundação de Sir Henry Birchenough, a ponte foi desenhada por Ralph Freeman e acabada em 1935.